# Михельснойкирхен
Михельснойкирхен (нем. Michelsneukirchen) — община в Германии, в земле Бавария. 
Подчиняется административному округу Верхний Пфальц. Входит в состав района Кам. Подчиняется управлению Фалькенштайн.  Население составляет 1771 человек (на 31 декабря 2010 года). Занимает площадь 32,86 км².

## История
В 1231 году в Старейшем баварском Херцогсурбаре в Ампте-зе-Чемб Ниувенкирхен упоминается как населенный пункт. Это первое достоверное упоминание местности Михельснойкирхен. В 1236 году существовал также приход Михаэльс-Нойкирхен. По Договору о доме в Павии в 1329 году Михельснойкирхен стал приграничным городом Баварии, Верхний Пфальц, которым правили пфальцские Виттельсбахи, таким образом, на несколько столетий находился за границей. В ходе Тридцатилетней войны серьезный пограничный инцидент в Михельснойкирхене в 1621 году стал катализатором захвата протестантскими войсками Верхнего Пфальца баварскими войсками. После этого, в 1633 году, приходская деревня и ее окрестности были разграблены и кремированы шведскими войсками. После десятилетий реконструкции в 1711 году была открыта церковь в стиле барокко, которая впоследствии была богато украшена. Еще одна достопримечательность архитектуры в стиле барокко - церковь в Дорфлинге, построенная в 1750 году. Это место принадлежало владению Фалькенштейн. Графы Торринг были владельцами этого поместья с 1664 по 1829 год и, следовательно, также были местными лордами в Михельснойкирхене. В 1835 году в результате территориальной реформы земли Фалькенштайн были отделены от Нижней Баварии и переданы в состав Верхнего Пфальца.
Первая мировая война оставила свой след и в Михельснойкирхене. В итоге 49 человек погибли и пропали без вести. 
Более 80 человек погибли и пропали без вести во время Второй мировой войны, и за этим последовал поток перемещенных 
лиц. В послевоенный период местность восстановилась, так в 1952 году была завершена пристройка к зданию школы, в 1955 году был построен жилой дом для учителей, в 1956 году было перестроено местное кладбище, которое было расширено в 1954 году.

## Население
По оценке на 31 декабря 2015 года население общины Михельснойкирхен составляет 1746 чел. 

| Дата      | 1840 | 1871 | 1900 | 1925 | 1939 | 1950 | 1961 | 1970 | 1987 | 2011 |
| --------- | ---- | ---- | ---- | ---- | ---- | ---- | ---- | ---- | ---- | ---- |
| Население | 1175 | 1104 | 1277 | 1351 | 1257 | 1498 | 1274 | 1292 | 1453 | 1775 |

| Год       | 1960 | 1970 | 1980 | 1990 | 2000 | 2009 | 2010 | 2011 | 2012 | 2013 | 2014 | 2015 |
| --------- | ---- | ---- | ---- | ---- | ---- | ---- | ---- | ---- | ---- | ---- | ---- | ---- |
| Население | 1277 | 1272 | 1363 | 1523 | 1723 | 1757 | 1771 | 1771 | 1753 | 1763 | 1753 | 1746 |